# Park Jun-won
Park Jun-won (tiếng Hàn : 박준원, sinh ngày 23 tháng 7 năm 1989), anh được biết đến với nghệ danh pH-1, là một rapper người Mỹ gốc Hàn sống tại Hàn Quốc.  

## Tiểu sử và sự nghiệp

### Tiểu sử
Jun-won sinh ngày 23 tháng 7 năm 1989 tại Hàn Quốc và cùng gia đình chuyển đến Long Island, New York khi anh 12 tuổi. Nghệ danh pH-1 là sự kết hợp tên của anh, "p" trong từ "Park, "H" từ tên tiếng Anh Harry, và "Won" là phiên âm của số 1 (One) sang tiếng Hàn và cũng đến từ tên tiếng Hàn của anh, Park Jun-won. Anh học sinh học tại Trường Cao đẳng Boston và làm trợ lý nha khoa sau khi tốt nghiệp. Sau đó anh đã làm việc tại một công ty phát triển web trước khi quay về Hàn Quốc vào năm 2016. Anh quay về Hàn Quốc để theo đuổi sự nghiệp âm nhạc của mình sau khi Jay Park liên hệ với anh qua Instagram để gia nhập hãng thu âm mới thành lập của Jay, H1ghr Music. 

### Sự nghiệp
Năm 2017, anh gia nhập H1ghr Music. Vì ba từ khóa mà anh theo đuổi trong âm nhạc của mình là sự thật, sự tích cực và trải nghiệm nên anh cố gắng chỉ truyền tải những thông điệp tích cực nhiều nhất có thể, loại trừ rượu, khoe khoang tiền bạc và nội dung khiêu dâm. Anh ấy phát hành album đầu tay The Island Kid vào năm 2017. Năm 2018, anh xuất hiện trên Show Me the Money 777 với tư cách là thí sinh và bị loại tại vòng bán kết. Năm 2019, anh phát hành album phòng thu đầu tay HALO. Vào ngày 8 tháng 5 năm 2020, anh phát hành mixtape X và góp mặt trong album tổng hợp bao gồm tất cả các nghệ sĩ đang hoạt động tại H1ghr Music, là H1ghr: Red Tape và H1ghr: Blue Tape. Năm 2021, anh cùng Jay Park và producer Woogie tham gia High School Rapper 4 với tư cách là mentor.

## Danh sách đĩa nhạc

### Album và Đĩa nhạc
- The Island Kid

1. Christ
2. Donut (feat. Jay Park) 
3. Game Night
4. Cuckoo
5. Escobar (feat. Owen Ovadoz) 
- HALO

1. Alright (Prod. Mokyo)
2. 너무싫어 (Prod. Mokyo)
3. Malibu (Feat. The Quiett, Mokyo) (Prod. Mokyo)
4. Lights Out (Feat. 장석훈) (Prod. Mokyo)
5. Push Me (Feat. Owen Ovadoz, Paloalto) (Prod. Mokyo)
6. Like Me (Prod. Mokyo)
7. 못봐 (Prod. Mokyo)
8. Rain Man (Feat. Ted Park) (Prod. Mokyo)
9. Olaf (Feat. Coogie) (Prod. Mokyo)
10. Dirty Nikes (Prod. Mokyo)
11. Til I Die (Feat. 박재범) (Prod. Mokyo)

### Mixtape
- X[9]

1. MEET N GREET (사인회) (Feat. Kid Milli) (Prod. GroovyRoom)
2. OKAY (Feat. Simon Dominic, MUSHVENOM) (Prod. GroovyRoom)
3. PACKITUP! (Prod. BMTJ) 
4. BLAME MY CIRCLE (Feat. JUSTHIS, Owen) (Prod. GRAY)
5. TELÉFONO (Feat. HAON, Woodie Gochild, Jay Park, Sik-K) (Prod. WOOGIE)
6. FRONTIN (센 척) (Prod. GRAY)
7. ANYMORE (Feat. ASH ISLAND) (Prod. GRAY) 
8. I CAN TELL (Feat. BRADYSTREET, Verbal Jint) (Prod. Mokyo)
9. MORAGO (Feat. Blase, Coogie) (Prod. Slom)

### Singles
| Năm  | Tựa đề                               | Nghệ sĩ                                    | Album           |
| ---- | ------------------------------------ | ------------------------------------------ | --------------- |
| 2016 | Wavy                                 | pH-1                                       |                 |
| 2016 | Perfect                              | pH-1                                       |                 |
| 2018 | Penthouse (Prod. by APRO             | pH-1 (Feat. Sik-K)                         | Gatsby          |
| 2018 | Communicate (Prod. by WOOGIE)        | pH-1 (Feat. Hoody)                         | Gatsby          |
| 2018 | 비싸 (expensive) (Prod. by Mokyo)    | pH-1                                       | harry           |
| 2018 | harry’s question (Prod. by Mokyo)    | pH-1                                       | harry           |
| 2018 | DVD (Prod. by Mokyo)                 | pH-1                                       | harry           |
| 2018 | Cupid                                | pH-1 (Feat. PENOMECO)                      | Loves           |
| 2018 | Groupie                              | pH-1 (Feat. Mokyo)                         | Loves           |
| 2018 | Flaker (무리야)                      | pH-1                                       | Staying         |
| 2018 | Homebody                             | pH-1                                       | Staying         |
| 2019 | You Don’t Know My Name (Prod. Mokyo) | pH-1                                       | Summer Episodes |
| 2019 | BOOL (Prod. Mokyo)                   | pH-1 (Feat. Beenzino)                      | Summer Episodes |
| 2019 | Different Summer (Prod. Mokyo)       | pH-1                                       | Summer Episodes |
| 2019 | Truman Show Remix (트루먼 쇼 Remix)  | pH-1 (Feat. Ahn Byeong Woong, Owen Ovadoz) |                 |
| 2020 | Nerdy Love (Prod. Mokyo)             | pH-1 feat Yerin Baek                       | Nerdy Love      |
| 2021 | Antisocial (Prod. Mokyo)             | pH-1                                       |                 |
| 2021 | 365&7                                | pH-1 (Feat. JAMIE)                         | 365&7           |
| 2021 | LATELY                               | pH-1 (Feat. Hoody)                         | LATELY          |

### Collaborations/Featured

#### Collaborations
| Năm  | Tựa đề                | Nghệ sĩ                                                                                               | Album       | Chú thích             |
| ---- | --------------------- | --- | ----------- | --------------------- |
| 2017 | Iffy                  | pH-1 with Sik-K, Jay Park                                                                             |             | H1ghr Musix x Dingo   |
| 2018 | Good Day              | pH-1 with Kid Milli, Loopy (Feat. Paloalto)                                                           |             | Show Me the Money 777 |
| 2018 | 119                   | pH-1 with nafla, Kid Milli, OLNL, Loopy, Superbee                                                     |             | Show Me the Money 777 |
| 2018 | ON THE ROAD           | pH-1 with Ted Park, Sik-K, Woodie Gochild                                                             | ON THE ROAD |                       |
| 2018 | Garasadae             | pH-1 with Sik-K, Woodie Gochild                                                                       |             |                       |
| 2018 | Kitkat"               | pH-1 with Woodie Gochild, Sik-K, Haon                                                                 |             | H1ghr Music x Dingo   |
| 2019 | Giddy Up              | pH-1 with Sik-K, Haon, Woodie Gochild, Jay Park                                                       |             | H1ghr Music x Dingo   |
| 2019 | Blue Champagne        | pH-1 with Cheeze                                                                                      |             | Dingo x CHEEZE & pH-1 |
| 2020 | Gang (Official Remix) | pH-1 with Sik-K, Jay Park, Haon                                                                       |             |                       |
| 2021 | VVS (H1ghr Remix)     | pH-1 with BIG Naughty, Trade L, Jay Park, Woodie Gochild, Kidd King                                   | G+Jus       |                       |
| 2021 | Achoo (Remix)         | pH-1 with Miranni, Munchman, Sik-K, Dbo, Kid Milli, Swings, Justhis                                   | G+Jus       |                       |
| 2021 | Mentors (멘토스)      | pH-1 with The Quiett, Simon Dominic, Nucksal, Jay Park, Loco, Changmo, Yumdda, Way Ched, Woogie       |             | High School Rapper 4  |
| 2021 | Mungpal (멍멍팔팔)    | pH-1 with Paloalto                                                                                    |             |                       |
| 2021 | DNA Remix             | pH-1 with Jay Park, YLN Foreign, Woogie, D.Ark, 365LIT, Lil Boi, Lee Young-ji, Ourealgoat, Choo, OSUN |             |                       |
| 2021 | ALL IN                | pH-1 with Jay Park                                                                                    |             |                       |

#### Featured
| Năm  | Tựa đề                              | Nghệ sĩ                                                          | Album                | Chú thích             |
| ---- | ----------------------------------- | ---------------------------------------------------------------- | -------------------- | --------------------- |
| 2017 | h1ghr gang (Prod. BOYCOLD)          | Sik-K (Feat. pH-1,Jay Park)                                      | BOYCOLD              |                       |
| 2017 | Love My Life                        | Jay Park (Feat. pH-1)                                            |                      |                       |
| 2017 | Life Is a Gamble Remix (도박 Remix) | Jay Park (Feat. pH-1, Sik-K & Double K)                          | Birthday Gamble      |                       |
| 2017 | Hello                               | Younha (Feat. pH-1)                                              | Rescue               |                       |
| 2019 | Water                               | Sik-K (Feat. Jay Park, Woodie Gochild, Haon, pH-1)               | Officially OG        |                       |
| 2019 | Finish Line Remix                   | Jay Park (Feat. pH-1, Woodie Gochild, HAON, Avatar Darko, Sik-K) |                      |                       |
| 2019 | Senseless                           | Phe Reds (Feat. pH-1)                                            | Senseless            |                       |
| 2019 | Don't Hang Up (전화끊지마)          | Suran (Feat. pH-1)                                               | Jumpin'              |                       |
| 2019 | Love                                | Leebada (Feat. pH-1)                                             | The Ocean            |                       |
| 2019 | Lovin' U                            | Sole (Feat. pH-1)                                                | How We Live          |                       |
| 2020 | Invitation                          | Owen (Feat. niahn, pH-1)                                         |                      |                       |
| 2020 | Wegun Is My DJ                      | DJ Wegun & Jay Park (Feat. pH-1)                                 | Everybody Sucks      |                       |
| 2020 | Bless You                           | Primary (Feat. Sam Kim, WOODZ, pH-1)                             |                      |                       |
| 2020 | Hands Up                            | Henry (Feat. pH-1)                                               | Journey              |                       |
| 2020 | Jangjeon (장전)                     | Spray (Feat. Coogie , pH-1 & PUFF DAEHEE)                        |                      |                       |
| 2020 | Her                                 | YunB (Feat. pH-1)                                                | The Breakup Archives |                       |
| 2020 | Lies                                | Jung Jin Hyeong (Feat. pH-1, Sik-K)                              |                      |                       |
| 2020 | Achoo                               | Mirani (Feat. Haon, pH-1)                                        |                      | Show Me the Money 9   |
| 2021 | Snipper                             | Mokyo (Feat. pH-1)                                               |                      |                       |
| 2021 | Promise                             | yovng trucker (Feat. pH-1)                                       |                      |                       |
| 2021 | Zero:Attitude                       | Soyou & IZ*ONE (Feat. pH-1)                                      | Zero:Attitude        | 2021 Pepsi X Starship |
| 2021 | Daisy                               | Mirani (Feat. pH-1)                                              |                      |                       |
| 2021 | Trash                               | Wheein (Feat. pH-1)                                              | Redd                 |                       |
| 2021 | APRO(아프로)                        | Fragile (Feat. youra, pH-1)                                      |                      |                       |
| 2021 | Love                                | indigo la End (Feat. Ph-1)                                       |                      |                       |
| 2021 | Golden                              | Raiden (Feat. Xiaojun, pH-1)                                     | Love Right Back      |                       |
| 2021 | FACE TIME (Prod. Code Kunst)        | SINCE (Feat. Giriboy, pH-1)                                      |                      | Show Me the Money 10  |

## Phim ảnh

### Chương trình truyền hình
| Năm  | Tên chương trình                | Ghi chú   | Chú thích |
| ---- | ------------------------------- | --------- | --------- |
| 2018 | Show Me the Money 777           | Thí sinh  |           |
| 2018 | Weekly Idol (with H1ghr Music ) | Khách mời | [ 14 ]    |
| 2020 | Radio Star                      | Khách mời | [ 16 ]    |
| 2021 | High School Rapper 4            | Mentor    | [ 17 ]    |

## Giải  thưởng và đề cử
| Năm  | Giải thưởng           | Hạng mục                  | Tác phẩm                                                                     | Kết quả   | Chú thích |
| ---- | --------------------- | ------------------------- | ---------------------------------------------------------------------------- | --------- | --------- |
| 2019 | Korean Hip-hop Awards | Hip Hop Track of the Year | "Good Day" with Kid Milli, Loopy, feat. Paloalto                             | Đề cử     | [ 18 ]    |
| 2019 | Korean Hip-hop Awards | Collaboration of the Year | "Good Day" with Kid Milli, Loopy, feat. Paloalto                             | Đề cử     | [ 18 ]    |
| 2020 | Melon Music Awards    | Best Rap/Hip Hop Award    | "Gang Official Remix" with Rain, Sik-K, Jay Park, Haon                       | Đề cử     | [ 19 ]    |
| 2021 | Korean Hip-hop Awards | Hip Hop Track of the Year | "The Purge" with Woodie Gochild, Big Naughty, Haon, Trade L, Sik-K, Jay Park | Đề cử     | [ 20 ]    |
| 2021 | Korean Hip-hop Awards | Music Video of the Year   | "The Purge" with Woodie Gochild, Big Naughty, Haon, Trade L, Sik-K, Jay Park | Đoạt giải | [ 20 ]    |